# Ciência da conservação (patrimônio cultural)
A ciência da conservação, no que diz respeito ao patrimônio cultural, é a área de estudos "responsável pela preservação das fontes documentais e culturais representativas da diversidade, da heterogenia, da alteridade e do multiculturalismo". Nela estuda-se os materiais e as técnicas por meio das quais os objetos culturais, artísticos e históricos foram feitos. A ciência da conservação lida com a compreensão dos materiais e das técnicas usadas pelos artistas, o estudo das causas da deterioração do patrimônio material e o refinamento dos métodos, técnicas e compostos empregados para exame e tratamento dos objetos. A ciência da conservação tem uma abordagem interdisciplinar com a química, a física, a biologia, a engenharia, a história e a antropologia. Instituições como o Getty Conservation Institute se especializam em publicar e disseminar informações relacionadas às ferramentas usadas na ciência da conservação e os resultados desse tipo de pesquisa, bem como descobertas recentes no campo.

## Objetivo
Antes de uma análise científica completa, é necessário reunir toda a documentação sobre a obra ou objeto, com a finalidade de investigar o seu estado para determinar quais análises serão necessárias e se o objeto do estudo será capaz de resistir a um exame mais rigoroso. Além disso, como o objetivo da conservação-restauração é fazer apenas o mínimo necessário para a preservação, esta avaliação inicial está de acordo com as técnicas previstas pelo código de ética dos conservadores-restauradores.
Além de avaliar o estado atual e o risco potencial de deterioração futura de obras de arte e objetos, o estudo científico pode ser necessário para determinar se há risco para os próprios conservadores. Por exemplo, alguns pigmentos usados em pinturas contêm elementos altamente tóxicos, como arsênico ou chumbo, e podem ser perigosos para quem trabalha com eles. Como alternativa, os esforços de restauração anteriores podem ter envolvido produtos químicos que agora são conhecidos por terem efeitos colaterais perigosos com a exposição prolongada. Nestes casos, a ciência da conservação pode revelar a natureza desses perigos, bem como apresentar soluções para prevenir a exposição atual e futura.

## Propriedades dos materiais
Uma grande parte do estudo da ciência da conservação envolve a pesquisa das propriedades químicas e físicas intrínsecas aos materiais usados para criar objetos considerados patrimônio cultural. A ciência dos materiais, em conjunto com o campo mais amplo da restauração e da preservação, resultou no que agora é reconhecido como conservação moderna. Usando técnicas e ferramentas analíticas, os cientistas da conservação são capazes de determinar o que constitui um objeto ou obra de arte em particular. Por sua vez, esse conhecimento ajuda a entender o processo de deterioração desses bens culturais devido aos efeitos ambientais e às características inerentes daquele determinado material. São objetivos principais da pesquisa em  conservação do patrimônio cultural a descoberta do ambiente necessário para manter ou prolongar o estado de conservação desse objeto e quais tratamentos terão a menor reação e impacto sobre os materiais dos objetos em estudo. Os tratamentos de conservação podem ser divididos em quatro grandes categorias: limpeza, dessalinização, consolidação e desinfestação. O conhecimento das propriedades materiais do patrimônio cultural e como elas se deterioram com o tempo ajuda os conservadores a formular ações para preservá-lo e conservá-lo.

### Papel
Grande parte do papel é composto por fibras de celulose. A deterioração do papel pode ser o resultado de pragas -  como vermes, insetos e micróbios - ou por roubo, incêndio e inundação. Mais especificamente, o papel se deteriora a partir de dois mecanismos que alteram sua tonalidade e enfraquecem suas fibras: hidrólise catalisada por ácido e oxidação.
Para se ter um ambiente seguro para o armazenamento e exibição de artefatos de papel, deve-se conservar o local com umidade relativa do ar abaixo de 65% e acima de 40% e uma temperatura ideal entre 18-20 °C.

### Têxteis
Os têxteis são tecidos ou roupas que representam a cultura, o legado material do comércio internacional, a história social, o desenvolvimento agrícola, as tendências artísticas e o progresso tecnológico. Existem quatro fontes principais de materiais: animal, vegetal, mineral e sintética.[carece de fontes?] A deterioração dos têxteis pode ser causada pela exposição à luz ultravioleta (UV) ou infravermelha (IR), umidade relativa do ar, temperatura de conservação inadequada, pragas, poluentes e forças físicas, como o fogo e a água. Os têxteis podem ser tratados de várias maneiras, incluindo a aspiração, a lavagem com água, alavagem a seco, a vaporização e a passagem a ferro. Para preservar a integridade dos têxteis, os ambientes de armazenamento e exibição devem ter a menor exposição possível à luz. Ambientes seguros para têxteis incluem aqueles com uma temperatura de cerca de 21 °C e umidade relativa de 50%.

### Couro
O couro é um produto manufaturado feito de pele de animais. O couro pode se deteriorar por causa do ressecamento excessivo, resultando em rachaduras e quebra do material, do desbotamento pela exposição à luz, do mofo, que resulta em mal cheiros, manchas e deformações, de insetos e de poeira, os quais podem causar buracos e abrasões. A corrosão também pode ocorrer quando o couro entra em contato com metais. Existem dois principais métodos para a conservação do couro. O primeiro consiste na realização de tratamentos para prolongar a vida do couro. Esse método mais antigo é chamado de abordagem interventiva. O segundo método é melhorar os meios pelos quais o couro é armazenado, o que é uma abordagem preventiva. Artefatos de couro são melhor armazenados com umidade relativa entre 45% a 55% e uma temperatura de 18-20 °C.

### Vidros e cerâmicas

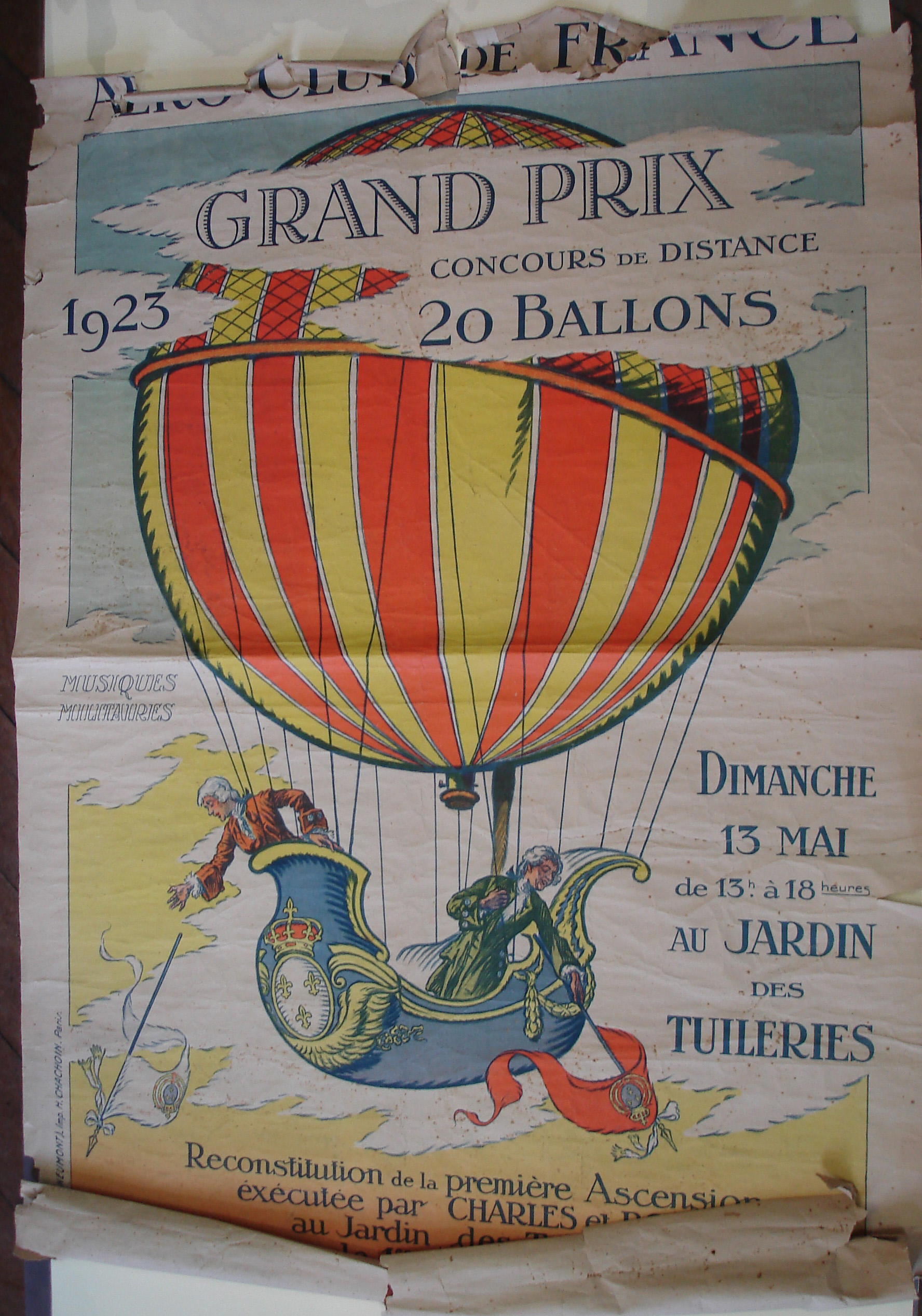
Cartaz do Concurso de Distância em Balões - Aero Club da França 1922. Coleção Santos Dumont do Museu do Ipiranga

O vidro e a cerâmica podem ser mantidos em boa conservação por longos períodos e são dois dos materiais mais duráveis que existem. O maior risco para o vidro e a cerâmica é a quebra, no entanto, a exibição e armazenamento não apropriados podem causar manchas e descoloração. A cerâmica pode ficar manchada devido à limpeza e reparos inadequados. Já a cerâmica porosa ou rachada pode desenvolver manchas por ficar de molho em água durante a limpeza. O aumento das temperaturas pode causar o escurecimento de manchas já existentes e pode levar a rachaduras em artefatos de cerâmica. O vidro pode ser danificado pelas gotículas de umidade que se formam em suas superfícies. Isso pode levar à lixiviação de componentes instáveis que produzem uma solução alcalina. Se ela permanecer no vidro por um longo período de tempo, essa solução pode produzir finas rachaduras finas conhecidas como craquelês (crizzling).
O manuseio e o armazenamento cuidadosos são os meios mais seguros para evitar danos ao vidro e à cerâmica. A tabela abaixo exibe as condições de armazenamento recomendadas para objetos danificados e instáveis:
| Vidro com suados transparentes | Temperatura e umidade relativa | 18-21 °C e 40% |
| Vidro com craquelê             | Temperatura e umidade relativa | 18-21 °C e 55% |
| Cerâmica arqueológica          | Temperatura e umidade relativa | 18-21 °C e 45% |

### Metais
Os metais são produzidos a partir de minério encontrado naturalmente no meio ambiente. A maioria dos objetos de metal são feitos de uma combinação de metais individuais chamados ligas e exibem diferentes resistências e cores com base em sua composição. Metais e ligas comumente encontrados em artefatos culturais incluem o ouro, a prata,  o cobre, o peltre, o estanho e o ferro. A forma mais comum de deterioração do metal é a corrosão. A corrosão ocorre quando os metais entram em contato com água, ácidos, bases, sais, óleos, polidores, poluentes e produtos químicos. Danos mecânicos, quebras, amassados e arranhões podem ocorrer devido ao manuseio incorreto de objetos de metal e resultar em danos. O polimento excessivo pode levar à deterioração e potencialmente à identificação incorreta ao remover chapas, decoração, marcas do fabricante ou gravuras. Intervenções mecânicas, elétricas e químicas são frequentemente usadas no tratamento de metais. O armazenamento adequado de artefatos de metal ajuda a aumentar sua longevidade. Recomenda-se que os objetos metálicos sejam armazenados em sistemas fechados com portas e gavetas bem vedadas e com umidade relativa entre 35 e 55%.

### Plástico
Os plásticos sofrem degradação devido a vários fatores, incluindo o contato com a luz, a radiação ultravioleta, o oxigênio, a água, o calor e poluentes. Não existem padrões internacionais para o armazenamento de plásticos, por isso é comum que os museus empreguem métodos semelhantes aos usados para preservar papel e outros materiais orgânicos. Uma ampla gama de instrumentos e técnicas pode ser usados no tratamento de objetos plásticos, incluindo digitalização 3-D e tecnologias de impressão como um meio de reproduzir peças quebradas ou ausentes. A umidade relativa recomendada para plásticos é de 50% com uma temperatura de armazenamento de18-20 °C.

### Pedra
Os objetos em pedra podem ser de diversas formas, tais como uma escultura, um objeto arquitetônico, uma decoração ornamental ou mesmo peças funcionais. A deterioração da pedra depende de vários fatores, como o tipo de pedra, localização geográfica ou física e manutenção. A pedra está sujeita a vários mecanismos de decomposição que incluem decomposição ambiental, mecânica e aplicada. A erosão causada pelo ar, pela água e pelo toque físico pode desgastar a textura da superfície. A pedra esculpida não deve ser limpa regularmente, pois a limpeza pode causar deterioração ao abrir seus poros, bem como remover características da superfície, como gravuras, traços das ferramentas utilizadas pelo artista e marcas do tempo consideradas históricas. Sujeira, musgo e líquen geralmente não causam decomposição na pedra, mas podem aumentar sua pátina.

### Madeira
A madeira é um material orgânico biodegradável que é suscetível à deterioração por organismos vivos e fatores ambientais. Algumas madeiras antigas são reconhecidas por seu valor arqueológico e se enquadram em duas categorias: secas e alagadas. A temperatura recomendada para armazenamento e exibição de artefatos de madeira é de 21 °C durante o inverno e 21-24 °C durante o verão. A umidade relativa recomendada para armazenamento e exibição de artefatos de madeira durante o inverno é de 35% até 45% e de 55% até 65% durante o verão. A limpeza eficaz de artefatos de madeira inclui enceramento, polimento, retirada de poeira e lustramento.

### Pinturas
Os materiais de pintura incluem tinta acrílica, tinta a óleo, têmpera, laca, aquarela e guache. As técnicas de conservação para pinturas incluem remoção de sujeira e verniz, consolidação, tratamentos estruturais, pintura interna, enchimento e retoque de perdas.

## Mecanismos de deterioração
A ciência da conservação estuda o processo pelo qual os vários mecanismos de deterioração causam mudanças no patrimônio histórico, que afetam sua possibilidade de existência para as gerações futuras. Esses mecanismos podem produzir alterações químicas, físicas ou biológicas de acordo com nas propriedades do material do objeto em questão. Uma grande parte da pesquisa em ciências da conservação é o estudo do comportamento de diferentes materiais sob uma variedade de condições ambientais. Um método usado pelos pesquisadores é envelhecer artificialmente os objetos para estudar quais condições causam ou atenuam a deterioração

### Fogo
O fogo é causado por reações químicas que resultam em combustão . Materiais orgânicos como papel, tecidos e madeira são especialmente suscetíveis à combustão. O material inorgânico, embora menos suscetível, ainda pode sofrer danos se for exposto ao fogo por qualquer período de tempo.

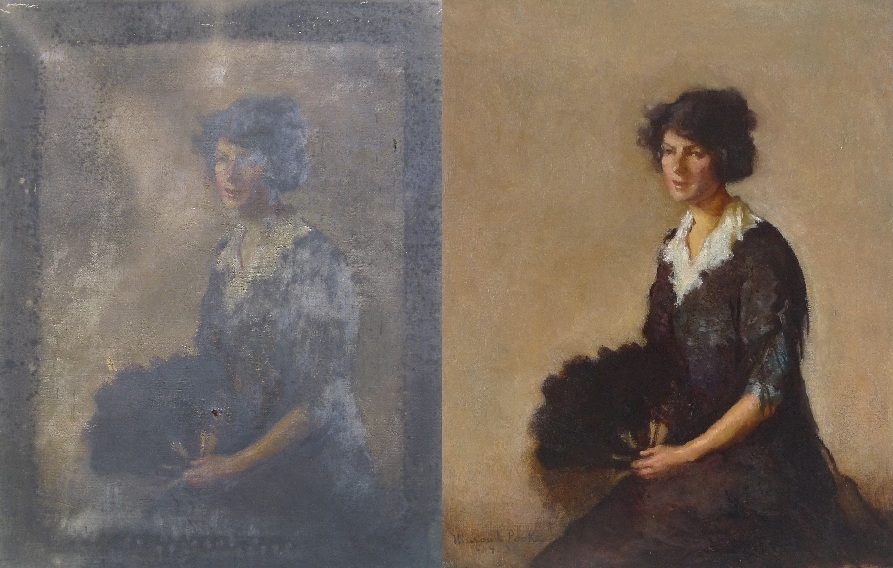
Pintura danificada por fogo, antes e depois da restauração.

### Água
A água causa principalmente mudanças físicas, como empenamento, manchas, descoloração e outros enfraquecimento de materiais inorgânicos e orgânicos. A água pode vir de fontes naturais, como inundações, falhas mecânicas e tecnológicas ou erro humano.

### Luz
A luz causa danos cumulativos e irreversíveis aos objetos sensíveis à ela. A energia da luz interage com os objetos no nível molecular e pode causar danos físicos e químicos, como desbotamento, escurecimento, amarelamento, fragilização e endurecimento. A radiação ultravioleta e a radiação infravermelha, além da luz, podem ser emitidas por fontes artificiais de luminosidade e também podem ser prejudiciais ao patrimônio cultural. As instituições culturais têm o desafio de encontrar o equilíbrio entre a necessidade de iluminação de seus clientes e convidados e a degradação da sua coleção. Qualquer quantidade de luz pode ser prejudicial a uma variedade de objetos e obras de arte e os efeitos são cumulativos e irreversíveis. A ciência da conservação ajudou a estabelecer 50 Lux como o nível de referência de intensidade de luz que permite ao olho humano operar em toda a gama do espectro de luz visível. Embora este seja um parâmetro inicial para muitos museus, geralmente são necessários ajustes com base em situações específicas. A ciência da conservação também deu os subsídios para que as empresas estivessem cientes sobre os níveis de sensibilidade à luz de materiais comumente presentes no patrimônio material e o período de tempo de exposição antes que a deterioração provavelmente ocorra.

### Umidade
A umidade relativa (UR) do ar é a medida da quantidade de vapor d'água na atmosfera e varia de úmida a seca. As propriedades de cada material determinam o efeito que diferentes níveis de UR podem ter em qualquer item específico. Materiais orgânicos como madeira, papel e couro, bem como alguns materiais inorgânicos como metais, são suscetíveis a danos por umidade relativa incorreta. Os danos variam de mudanças físicas como rachaduras e empenamento de materiais orgânicos a reações químicas como corrosão de metais. A temperatura tem um efeito direto sobre a umidade relativa: à medida que o ar quente esfria, a umidade relativa aumenta e à medida que o ar frio se aquece, a umidade relativa diminui. A umidade pode causar o crescimento de mofo, que tem suas próprias propriedades prejudiciais. A pesquisa no campo da ciência da conservação determinou os vários intervalos e flutuações de umidade incorreta, a sensibilidade dos objetos a cada uma delas, e ajudou a estabelecer diretrizes para as condições ambientais adequadas para os objetos em questão.

### Temperatura
As propriedades de cada material determinam diretamente a temperatura adequada necessária para preservá-lo. As temperaturas incorretas, sejam muito altas, muito baixas ou oscilantes entre as duas, podem causar vários níveis de deterioração dos objetos. As temperaturas muito altas podem causar danos químicos e físicos, como fragilização, rachaduras, desbotamento e desintegração. Temperaturas muito altas também podem promover reações biológicas, como o crescimento de fungos. Temperaturas muito baixas também podem resultar em danos físicos, como fragilização e rachaduras. As flutuações de temperatura podem fazer com que os materiais se expandam e se contraiam rapidamente, o que faz com que a tensão se acumule no material causando eventual deterioração com o passar do tempo.

### Pragas
A pragas incluem microorganismos, insetos e roedores, que são capazes de desfigurar, danificar e destruir o patrimônio material. Tanto o material orgânico quanto o inorgânico são altamente suscetíveis a elas. Os danos podem ocorrer devido ao consumo, escavação e excreção de pragas no material. A presença de pragas pode ser resultado de outros mecanismos de deterioração, como temperatura incorreta, umidade relativa incorreta e presença de água. A fumigação e os pesticidas também podem ser prejudiciais a certos materiais e requerem consideração cuidadosa. A ciência da conservação tem ajudado no desenvolvimento de métodos de controle térmico para erradicar as pragas.

### Poluentes
Os poluentes consistem em uma ampla gama de compostos que podem ter reações químicas prejudiciais em contato com objetos. Os poluentes podem ser gases, aerossóis, líquidos ou sólidos. Eles podem atingir o patrimônio material por estarem presentes em outros objetos que tiveram contato com ele, pela dissipação no ar ou também por ser inerente a sua composição. A ciência da conservação ajuda a identificar as propriedades dos materiais e dos poluentes, assim como os tipos de reações que ocorrerão. As reações variam de descoloração e manchas, à acidificação e enfraquecimento estrutural. A poeira é um dos poluentes aéreos mais comuns e sua presença pode atrair pragas e também alterar a superfície do objeto.

### Oxidação
A oxidação é um tipo de reação química onde há a troca de elétrons entre os reagentes. É um dos principais mecanismos de deterioração de obras de arte, principalmente as cujo material são metais. A oxidação dos materiais ocorre principalmente na presença de água, modificando características da obra, como sua cor, ou deteriorando o formato pela solubilização dos íons formados na reação. Além disso, a presença dos produtos causados pela oxidação, são sais que aumentam a condutividade elétrica da água o que acelera a oxidação. A temperatura também afeta a cinética da reação. Outro fator que impulsiona a oxidação é a presença de poluentes que podem em contato com a água gerar ácidos, o mesmo fenômeno que ocorre na formação da chuva ácida. Por tanto para a preservação contra esse mecanismo de deterioração é o controle da umidade, de poluentes e da temperatura no local onde a obra está exposta, além da retirada ou da recuperação (realizando a redução) do material oxidado.
Um exemplo famoso é a estátua da liberdade que inicialmente tinha a cor bronze ({\displaystyle {\ce {Cu^0}}}) e mudou para um esverdeado ({\displaystyle {\ce {Cu^2+}}}).

### Forças físicas
Forças físicas são qualquer interação com um objeto que muda seu estado de movimento. As forças físicas podem causar uma variedade de danos, desde pequenas rachaduras e fissuras até a completa destruição ou desintegração do material. O nível de dano depende da fragilidade ou dureza do material do objeto e da magnitude da força que está sendo infligida. Impacto, choque, vibração, pressão e abrasão são alguns exemplos de forças físicas que podem ter efeitos adversos no patrimônio material. As forças físicas podem ocorrer a partir de desastres naturais como terremotos, do trabalho como o manuseio, forças cumulativas como gravidade ou forças de baixo nível como vibrações de edifícios.

### Furto e vandalismo
O furto, a remoção de um bem, e o vandalismo, a destruição deliberada ou desfiguração de um bem, são diretamente controlados e limitados pelas medidas de segurança implementadas numa instituição cultural.

### Dissociação
Dissociação é a perda de um objeto, seus dados associados ou seu seu valor devido a influência externa.

## Métodos

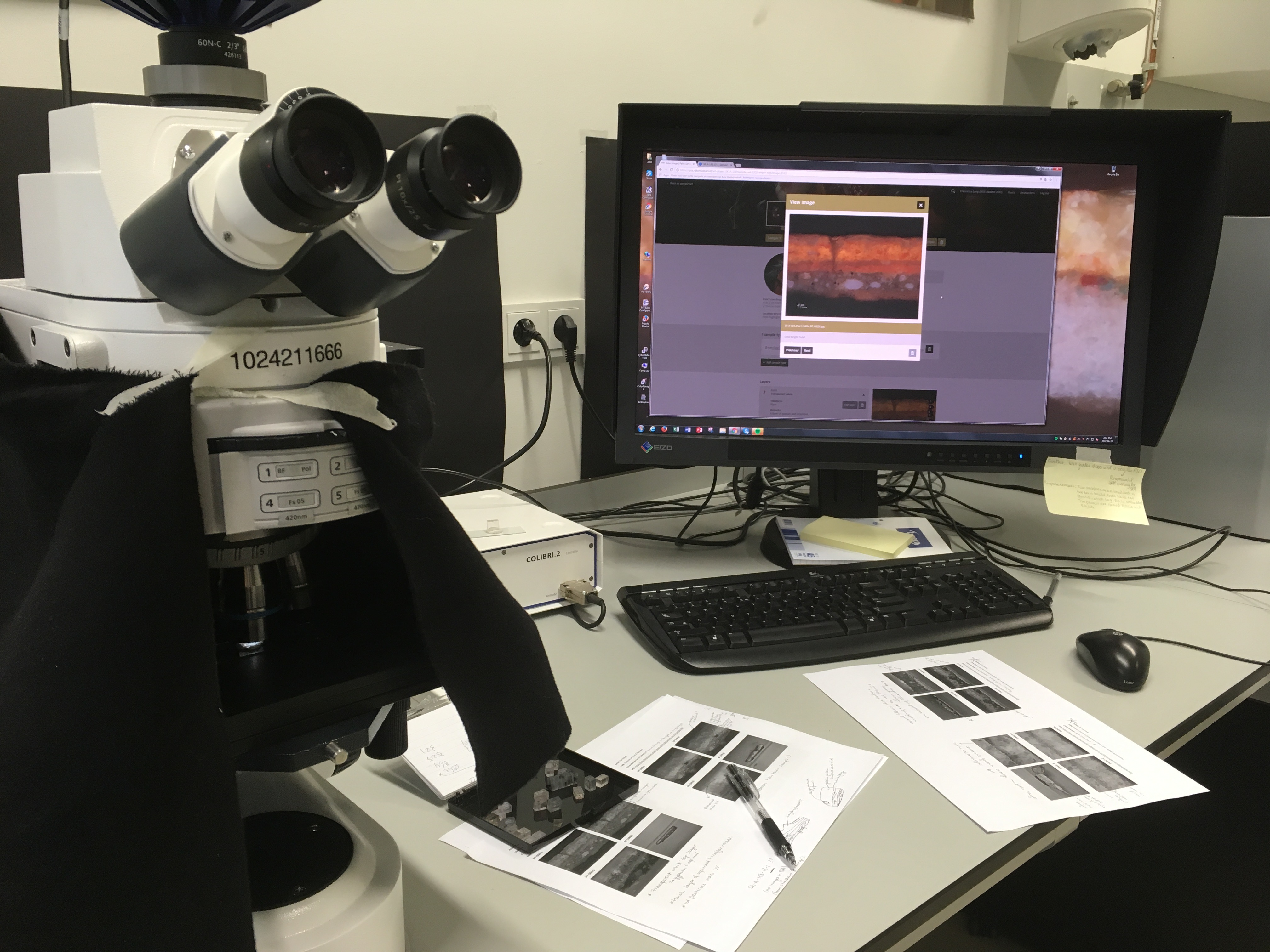
Um microscópio óptico sendo usado para estudar visualmente fragmentos de tinta muito pequenos a fim de identificar as tintas usadas por artistas.

Antes de qualquer tipo de análise científica, é necessário realizar a documentação detalhada do estado do objeto naquele momento e a justificativa para todos os exames propostos para evitar estudos desnecessários ou potencialmente prejudiciais, assim como para manter a manipulação do objeto ao menor nível possível. Processos como a estereomicroscopia podem revelar características presentes na superfície dos objetos, como a trama do pergaminho, se a impressão foi feita em relevo ou usando a técnica da gravura e até mesmo que tipo de ferramentas um artista pode ter usado para criar suas obras.
O tipo de material do bem cultural será o fator decisivo para a escolha de qual método será o mais apropriado para o estudo. Por exemplo, os materiais orgânicos podem ser destruídos se expostos a radiação elevada, uma preocupação que deve estar presente ao se fazer raios-X e imagens baseadas em elétrons em objetos desse tipo. Os estudiosos da ciência da conservação podem se especializar em materiais específicos e trabalhar em estreita colaboração com conservadores e curadores para determinar métodos apropriados de análise e tratamento.

### Tipos de métodos[2]
- Microscopia Eletrônica de Varredura (MEV)[51]
  - Alta resolução de imagem
  - Capacidade de estudar características estruturais e de superfície
  - Pode envolver o uso de Espectroscopia de raios X por dispersão em energia (EDS) para a identificação de elementos ou compostos específicos presentes no objeto
  - A difração de retroespalhamento de elétrons pode fornecer melhor contraste para a visualização de difentes fases, materiais e compostos presentes
  - Pode ajudar a identificar a composição da tinta utilizada em obras de arte
  - Permite descobrir se há algum produto que está deteriorando ou decompondo que deve ser retirado da obra
  - Método invasivo/destriutivo, pois requer uma amostra do objeto ou obra de arte e expô-la à radiação de raios-X
- Espectroscopia por  fluorescência de raios-X[52]
  - Pode identificar elementos tanto na superfície quanto abaixo dela, realizando varreduras de raios-X sobre a totalidade da obra de arte
  - Método não invasivo/não destrutivo, pois as varreduras não requerem amostragem ou remoção de material
- Tomografica Computadorizada (TC) e Ressonância Magnética (RM)
  - Maneira não destrutiva de criar imagens de objetos maiores
  - Pode revelar a estrutura abaixo da superfície, bem como informações sobre a composição
  - Particularmente útil para artefatos de imagem, como restos mumificados, para auxiliar na identificação e compreensão das práticas de sepultamento[53][54]
  - Quando combinado com "achatamento de superfície computacional"  CT pode ser usado para analisar e ler documentos enrolados, dobrados ou selados sem perturbar a condição dos artefatos
- Fotografia com luz rasante [55][56]
  - Enfatiza a textura da camada de pintura, como pinceladas, pintura descamada e deformações de suporte como protuberâncias, rugas e rasgos
  - Método não invasivo/não destrutivo, pois não requerem amostragem ou remoção de material
- Espectroscopia de Infravermelho por transformada de Fourier (FTIR)[57]
  - Método para identificar materiais em obras de arte com base no fato de que cada composto ou elemento possui uma combinação específica de átomos, cada um dos quais terá um pico único nos espectros resultantes
  - A técnica IR mais comum usada para obter informações espectrais através da interferência construtiva e destrutiva de ondas eletromagnéticas usando um interferômetro
  - Conhecidos por sua excelente velocidade, sensibilidade e resolução, melhor poder de coleta de luz do que instrumentos dispersivos e precisão e exatidão de comprimento de onda
  - Método não invasivo/não destrutivo, pois a análise química requer quantidades muito pequenas de amostra de locais imperceptíveis em obras de arte e objetos
- Sirius do Laboratório Nacional de Luz Síncrotron (LNLS), Campinas.Luz Síncrontron [58]

Sirius do Laboratório Nacional de Luz Síncrotron (LNLS), Campinas.

  - Permite o uso de radiação em diferentes faixas com alta resolução de imagem
  - Resolução de submícrons do objeto
  - Permite a reconstrução tridimensional completa do objeto
  - Pode caracterizar a composição de todos os compostos da obra de arte
  - Método não invasivo/não destrutivo, pois não requer amostragem ou remoção de material